# Micreremus granulatus
Micreremus granulatus är en kvalsterart som beskrevs av Balogh 1970. Micreremus granulatus ingår i släktet Micreremus och familjen Micreremidae. Inga underarter finns listade i Catalogue of Life.